# 范蠡公園
范蠡公園は、中華人民共和国河南省南陽市内の淅川県にある公園である。范蠡の出身地に関する正確な記録は残されていないが出身地は今で言う淅川県付近ではなかったかという説もあって、公園内には范蠡を祀っている御堂がある。また中国四大美人の1人として数えられることのある西施の像もある。他にもいくつか見どころとされている場所がある。